# Liste der Naturdenkmale in Biedenkopf
Die Liste der Naturdenkmale in Biedenkopf nennt die im Gebiet der Stadt Biedenkopf im Landkreis Marburg-Biedenkopf im Land Hessen gelegenen Naturdenkmale.
| Bild            | Bezeichnung                | Ortsteil, Lage                              | Beschreibung                                                                                              | Art        | Nr.     |
| --------------- | -------------------------- | ------------------------------------------- | --- | ---------- | ------- |
| Fotos hochladen | Baumgruppe aus 6 Linden    | Eckelshausen 50° 53′ 2,6″ N, 8° 32′ 50,1″ O | Sommer- und Winterlinden an der Kirche in Eckelshausen                                                    | Baumgruppe |         |
| BW              | Alte Esche                 | Ludwigshütte 50° 55′ 10,4″ N, 8° 30′ 20″ O  | 28 m hoher Einzelbaum am Werkseingang der Buderus’schen Eisenwerke                                        | Einzelbaum |         |
| BW              | Landgrafenbuche            | Biedenkopf 50° 54′ 22,8″ N, 8° 34′ 29,7″ O  | 28 m hohe Rotbuche an einer Wegespinne im Wald nördlich von Katzenbach und nordöstlich von Schwanert      | Einzelbaum |         |
| BW              | Esskastanie auf der Köhrle | Dexbach 50° 55′ 58,8″ N, 8° 35′ 53,1″ O     | | Einzelbaum | 534.812 |
| BW              | Linde                      | Dexbach 50° 55′ 59″ N, 8° 35′ 14,7″ O       | 26 hoher schwacher Einzelbaum in der Feldflur südlich des Ortes Dexbach. 150 m südlich des Aussiedlerhofs | Einzelbaum | 57      |

## Belege
1. ↑  
Naturdenkmale in Hessen. (pdf; 405 kB) Anlage zu Kleine Anfrage der Abg. Ursula Hammann (BÜNDNIS 90/DIE GRÜNEN) vom 15.04.2011 betreffend Biotopverbund Teil 2 und Antwort der Ministerin für Umwelt, Energie, Landwirtschaft und Verbraucherschutz. Hessischer Landtag, 22. Juni 2011, S. 90–102, abgerufen am 4. Februar 2016.
2. ↑  ist zweifach in der Quelle aufgeführt
3. ↑  Verordnung über „16 Einzelbäume und Baumgruppen“ als Naturdenkmale vom 15.01.2023. Landkreis Marburg-Biedenkopf, 15. Januar 2023, abgerufen am 11. März 2023.

- Karte mit allen Koordinaten:
- OSM |
- WikiMap